# Тропічна савана Арнемленду
Тропічна савана Арнемленду (ідентифікатор WWF: AA0701) — австралазійський екорегіон тропічних та субтропічних луків, саван і чагарників, розташований на півночі Австралії.

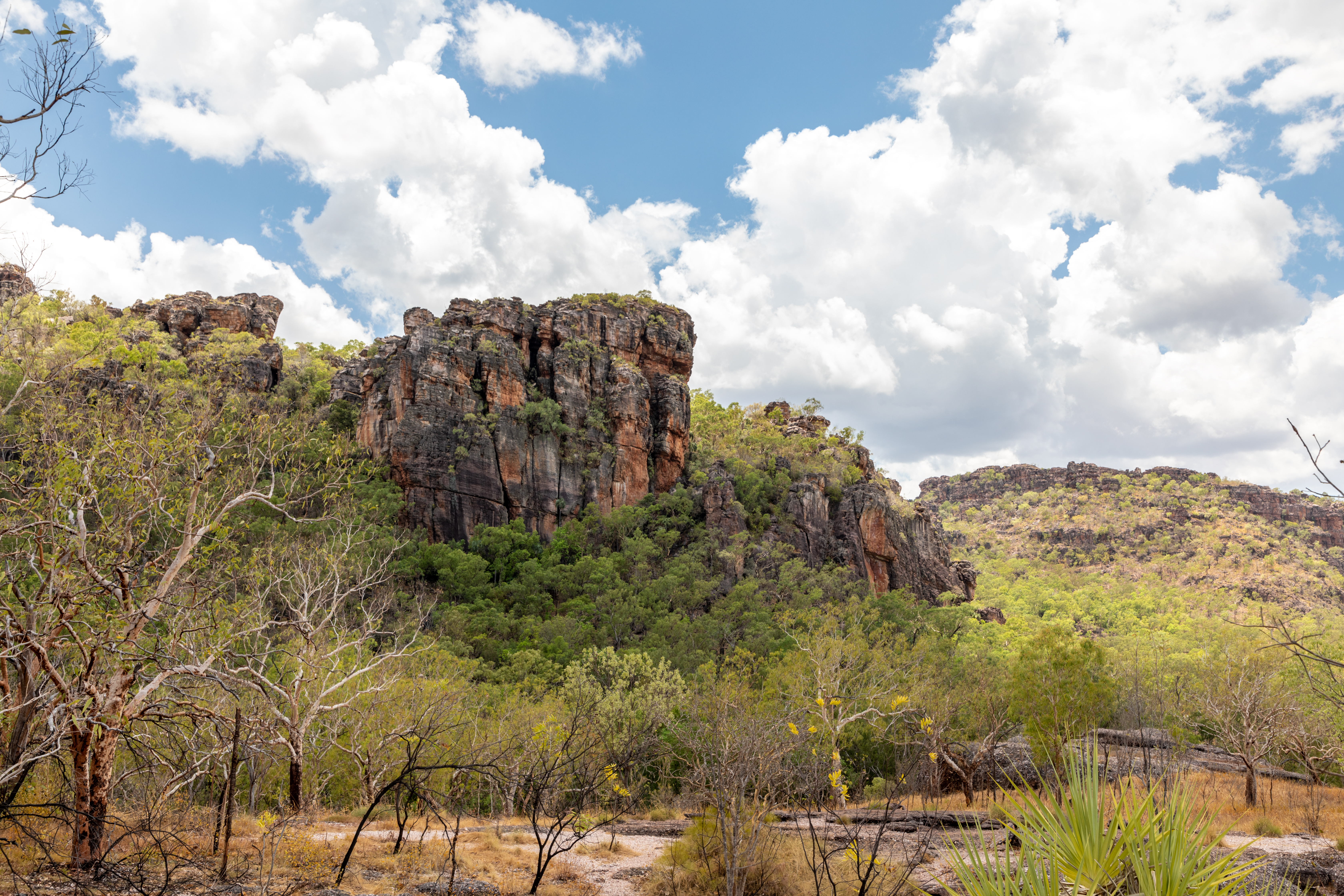
Ландшафт Національного парку Какаду

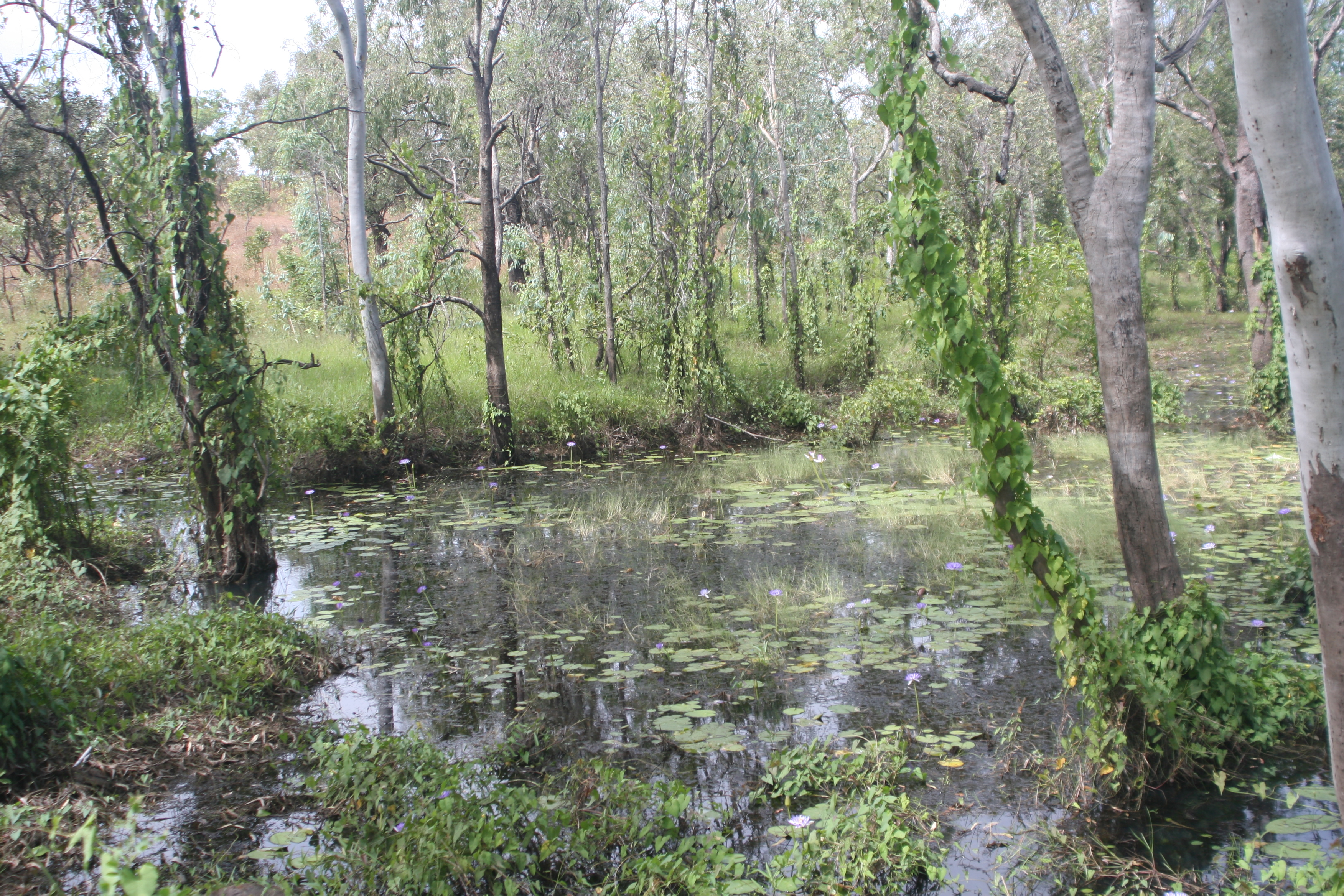
Ліс на березі річки Дейлі (річка)

## Географія
Екорегіон тропічної савани Арнемленду охоплює більшу частину регіону Топ-Енд, розташованого на півночі Північної Території. З заходу цей регіон омивається Тиморським морем, з півночі — Арафурським морем, а зі сходу — затокою Карпентарія. У внутрішній частині Топ-Енду розташоване велике пісковикове плато Арнем, з якого на північ стікає багато річок, зокрема Саут-Алігатор та Іст-Алігатор, Мері та Глайд. Спускаючись до узбережжя ці річки стають дуже звивистими. Щороку під час сезону дощів вони широко розливаються, утворюючи великі водно-болотні угіддя.
Північно-східна частина Топ-Енду, відома як регіон Арнемленд, складається з пісковикових плато висотою до 400 м над рівнем моря, сильно розчленованих річками. Решта Топ-Енду має пологий рельєф і включає широкі річкові заплави та прибережні низовини. Біля узбережжя Топ-Енду знаходиться багато островів, зокрема острови Мелвілл і Батерст, які разом з сусідніми острівцями відомі як острови Тіві, а також острів Грут-Айленд, острови Вессел та багато менших острівців. 
Під час останнього льодовикового періоду, коли рівень Світового океану був більш ніж на 100 м нижчим, ніж зараз, на місці морів, що омивають Топ-Енд, був суходіл. Австралія, Нова Гвінея та сусідні острови об'єднувалися у один материк Сахул, що дозволяло рослинам, тваринам і людям вільно мігрувати між ними. Характерні заплави екорегіону утворилися ще пізніше, лише за останні 5000 років.
Територія екорегіону є найбільш густонаселеною частиною Північної Території. На північному заході Топ-Енду знаходиться місто Дарвін — столиця та найбільше місто Північної Території, у якому проживає близько 140 000 людей, або більше половини населення регіону.
На південному сході екорегіон переходить у тропічну савану Кімберлі, а на південному заході у тропічну савану Карпентарії.

### Класифікація IBRA
Згідно з класифікацією IBRA екорегіон складається з шести біорегіонів: Узбережжя Арнема, Плато Арнем, Центрального Арнема, Узбережжя Дарвіна, регіону Пайн-Крік та регіону Тіві-Коберг.

## Клімат
В межах екорегіону домінує саванний клімат (Aw за класифікацією кліматів Кеппена). Температури високі протягом усього року. Максимальні середньомісячні температури коливаються від 27 °C до 33 °C. Розподіл опадів демонструє виражену сезонність: майже всі опади випадають з листопада по березень під час літніх мусонів, коли до регіону приходять руйнівні тропічні циклони, а протягом решти року триває бездощовий сухий сезон. Середньорічна кількість опадів коливається від 1200 мм на півдні до 1800 мм на островах Тіві на північному заході.

## Флора
Основними рослинними угрупованнями екорегіону є евкаліптові рідколісся, у яких домінують дарвінські волокнисті евкаліпти (Eucalyptus tetrodonta) та дарвінські шерстисті евкаліпти (Eucalyptus miniata). Ці вічнозелені дерева утворюють відкритий лісовий намет на висоті 20 м над землею. В підліску переважають високі трави, зокрема різні види сорго (Sorghum spp.), які можуть виростати до 2,5 м заввишки.
Серед пісковикових плато, у районах, де переважають тонкі, кислі ґрунти, зустрічаються ділянки пустищ, де зростає багато чутливих до пожеж чагарників. Серед інших рослинних угруповань, поширених в екорегіоні, слід відзначити заплавні луки, на яких переважають різні види трав та осок, заболочені ліси, у яких домінують різні види чайних дерев (Melaleuca spp.), мангрові ліси, поширені у прибережних районах, та мусонні дощові ліси.
Ізольовані ділянки мусонних дощових лісів зустрічаються в анклавах, де переважають родючі ґрунти, та які захищені від пожеж і нестачі води під час сухого сезону завдяки наявності неглибокого водоносного горизонту та доступу до постійних річок чи струмків. Флора мусонних лісів помітно відрізняється від флори навколишніх евкаліптових рідколісь. Вона включає різноманітні вічнозелені, напіввічнозелені та листяні дерева, зокрема характерну трицвіту аллосинкарпію (Allosyncarpia ternata). Дерева у мусонних дощових лісах часто оповиті численними ліанами, які підіймаються у лісовий намет; їх настільки багато, що невисокі мусонні дощові ліси також відомі як мусонні ліанові хащі. Загалом структура та видовий склад мусонних лісів різниться в межах екорегіону. Біля узбережжя Арнемленду зустрічаються високі прибережні ліси та ліанові хащі, далі вглиб материка ростуть вічнозелені галерейні ліси, а біля підніжжя уступів — ділянки вічнозелених мусонних лісів. На півдні екорегіону евкаліптові рідколісся поступово переходять у більш відкриті евкаліптові савани, лісовий намет в яких нижчий і більш розріджений, а частота ділянок вічнозелених мусонних лісів значно зменшується.
Флора екорегіону характеризується високим різноманіттям та рівнем ендемізму. Вона дуже подібна до флори екорегіону тропічних саван півострова Кейп-Йорк, що пояснюється подібністю кліматів, геології та ґрунтів, а також тим, що у плейстоцені між двома регіонами існував сухопутний міст.
Найбільший рівень ендемізму в екорегіоні спостерігається у флорі сильно розчленованих пісковикових плато Арнемленду. Топографічне та мікрокліматичне різноманіття регіону забезпечували притулок для багатьох видів рослин у періоди швидких кліматичних коливань. Нерівний рельєф також сприяв надзвичайно високому рівню видоутворення у деяких видів зі слабкою здатністю до розселення, таких як стілідіуми (Stylidium spp.). Загалом ендеміками плато Арнем є приблизно 50 видів судинних рослин. Також високий рівень ендемізму характерний для флори великих островів, розташованих поблизу північного узбережжя, хоча їхня відносно недавня ізоляція означає, що більшість ендеміків тут є підвидами, а не окремими видами. Ділянки мусонних дощових лісів також підтримують ендемічні види: серед 585 видів рослин, зареєстрованих в цих лісах, 36 видів зустрічаються лише тут. Близько 50 ендемічних видів зустрічається на пустищах екорегіону. Загалом в екорегіоні зареєстровано понад 1900 видів рослин, з яких щонайменше 200 видів є ендемічними.

## Фауна

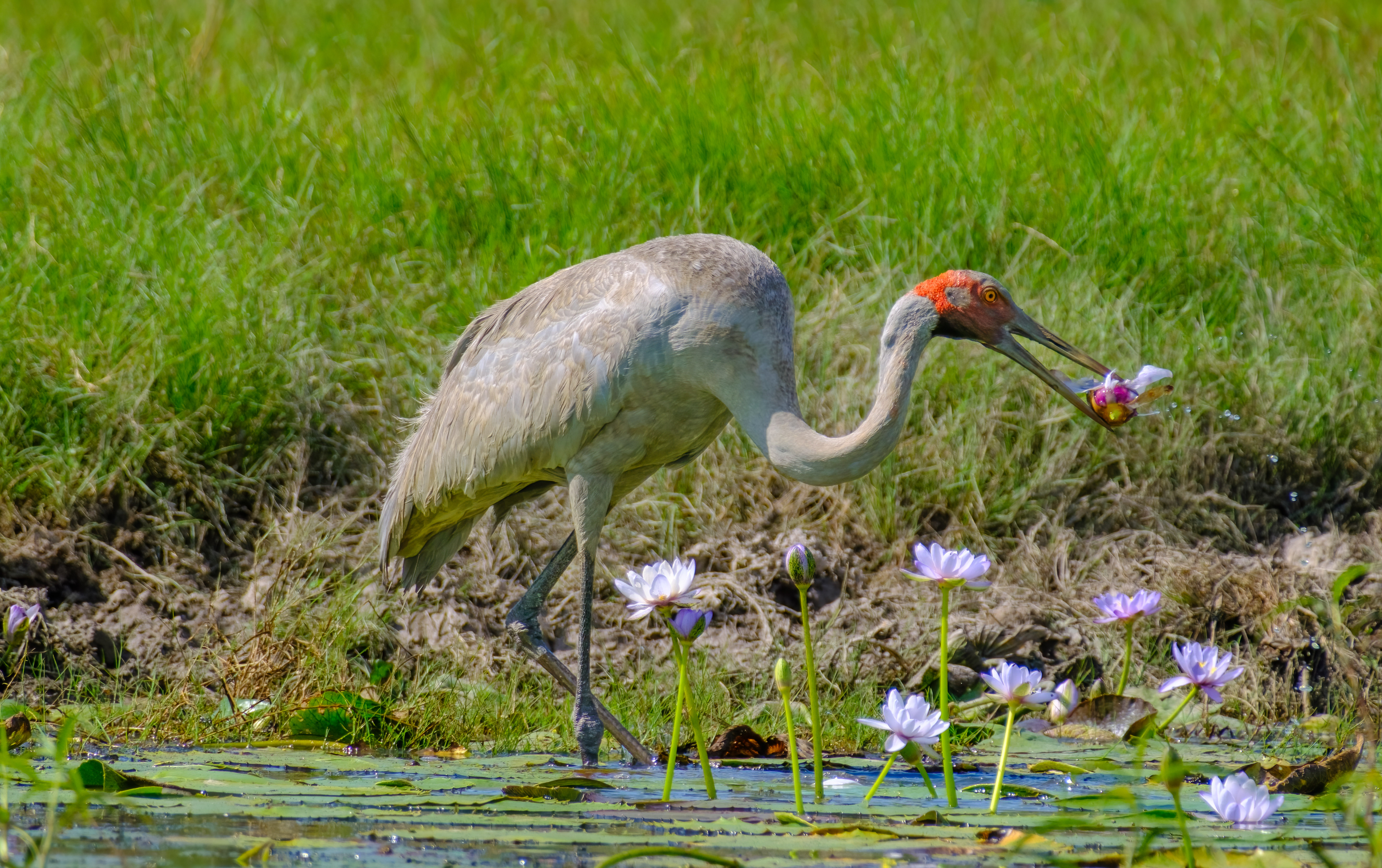
Австралійський журавель (Antigone rubicunda) у Національному парку Мері-Рівер

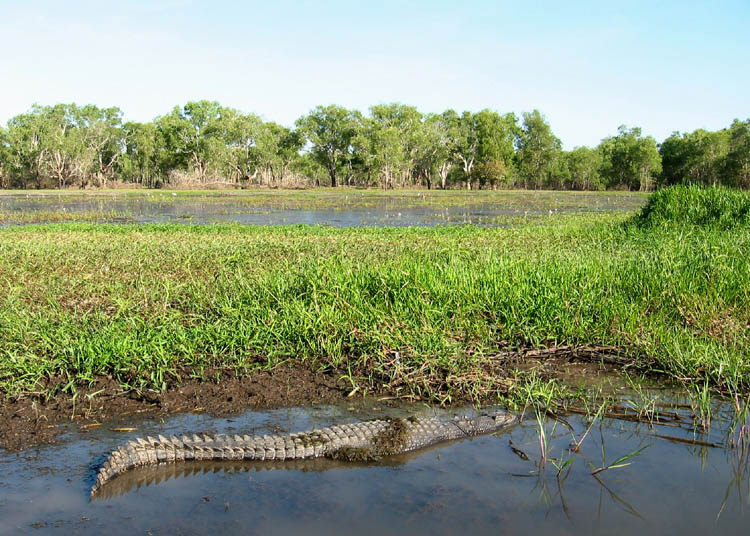
Гребінчастий крокодил (Crocodylus porosus) у Національному парку Какаду

Фауна екорегіону також характеризується високим різноманіттям. Лише у Національному парку Какаду зареєстровано чверть серед усіх існуючих у Австралії видів ссавців. Серед характерних ссавців, поширених в екорегіоні, слід відзначити прудкого валлабі (Notamacropus agilis), звичайного валлару (Osphranter robustus), антилопового кенгуру (Osphranter antilopinus), північного квола (Dasyurus hallucatus), північного кузу (Trichosurus arnhemensis), лисячого кузу (Trichosurus vulpecula), скельного кускуса (Petropseudes dahli), цукрову сумчасту летягу (Petaurus breviceps), північного бурого бандикута (Isoodon macrourus), блідого пацюка (Rattus tunneyi), малого рудого крилана (Pteropus scapulatus), арнемлендського великовухого кажана (Nyctophilus arnhemensis) та австралійську єхидну (Tachyglossus aculeatus), а також собаку дінго (Canis lupus dingo). Раніше в екорегіоні були поширені золотисті бандикути (Isoodon auratus), однак наразі вони тут майже вимерли. 
Ендеміками екорегіону є чорні валару (Osphranter bernardus), північні пухнастохвості туани (Phascogale pirata), рудуваті бінді (Sminthopsis bindi), сумчасті миші Батлера (Sminthopsis butleri), красиві сумчасті миші (Antechinus bellus), північні галькові миші (Pseudomys calabyi), північні стрибаючі миші (Notomys aquilo), арнемлендські скельні щури (Zyzomys maini) та арнемлендські листоноси (Hipposideros inornatus), а майже ендемічними його представниками — маленькі скельні валлабі (Petrogale concinna) або набарлеки, східні коротковухі скельні валлабі (Petrogale wilkinsi), пісковикові сумчасті миші (Pseudantechinus bilarni) та арнемлендські склеповики (Taphozous kapalgensis).
Серед поширених в екорегіоні птахів слід відзначити австралійського великонога (Megapodius reinwardt), австралійського пінона (Ducula spilorrhoa), бронзовошию горлицю (Geopelia humeralis), смугастохвостого коукала (Centropus phasianinus), чорного шуліку (Milvus migrans), шуліку-свистуна (Haliastur sphenurus), плямисту сову-голконога (Ninox connivens), райдужну бджолоїдку (Merops ornatus), синьокрилу кукабару (Dacelo leachii), лісового альціона (Todiramphus macleayii), золотисту розелу (Platycercus venustus), червоношийого лорікета (Trichoglossus rubritorquis), рожевоволого лорікета (Psitteuteles versicolor), австралійського папугу-червонокрила (Aprosmictus erythropterus), малого какаду (Cacatua sanguinea), червонохвостого какатоїса (Calyptorhynchus banksii), велику ойсею (Chlamydera nuchalis), бурого медовця (Lichmera indistincta), сивоголового медівника (Philemon argenticeps), рудогорлого мієлєро (Conopophila rufogularis), північного медника (Stomiopera unicolor), синьощокого медолюба (Entomyzon cyanotis), сіроголового ріроріро (Gerygone chloronota), австралійського оругеро (Lalage tricolor), рудочеревого свистуна (Pachycephala rufiventris), сірого свистуна (Pachycephala simplex), австралійську телюгу (Sphecotheres vieilloti), білогрудого ланграйна (Artamus leucorynchus), чорнорябу віялохвістку (Rhipidura leucophrys), австралійську скунду (Grallina cyanoleuca), новогвінейську міагру (Myiagra nana), жовтогруду гвінейницю (Microeca flavigaster), рудобокого корольця (Poecilodryas cerviniventris), довгохвостого діамантника (Poephila acuticauda), маскового діамантника (Poephila personata), малинову амадину-рубінчика (Neochmia phaeton) та райдужного папужника (Chloebia gouldiae). 
Ендеміками екорегіону є рудопері голуби (Petrophassa rufipennis), арнгемські тілопо (Ptilinopus alligator), білогорлі трав'янчики (Amytornis woodwardi) та білобороді медолюби (Territornis albilineata), а майже ендемічними його представниками — маскові голуби (Geophaps smithii), північні триперстки (Turnix castanotus), чорноголові папужки (Psephotellus dissimilis), австралійські піти (Pitta iris), скельні ядлівчаки (Colluricincla woodwardi), срібноспинні сорочиці (Cracticus argenteus) та жовтогузі мунії (Lonchura flaviprymna).
Герпетофауна екорегіону також включає низку ендемічних видів плазунів, зокрема арнемлендського скельного пітона (Nyctophilopython oenpelliensis), арнемлендську лопатоносу змію (Brachyurophis morrisi), північну дтеллу (Gehyra australis), східну арнемлендську дтеллу (Gehyra arnhemica) та арнемлендського гребневухого сцинка (Ctenotus quirinus). Дослідження безхребетних регіону показали, що різноманіття мурах тут є одним з найбільших у світі: на території площею лише 500 м² було зареєстровано понад 500 видів цих комах.
Важливу екологічну роль відіграють великі водно-болотні угіддя екорегіону, деякі з яких визнані Рамсарськими водно-болотними угіддями міжнародного значення. Вони підтримують найбільші у світі гніздові колонії урако (Anseranas semipalmata), деякі з яких налічують до 50 000 гнізд та до півмільйона птахів, а також інших водоплавних та коловодних птахів, зокрема австралійських свистачів (Dendrocygna eytoni), галагазів-раджів (Radjah radjah), чорношиїх чирянок-крихіток (Nettapus pulchellus), строкатих чепур (Egretta picata), чубатих чепур (Ardea plumifera), австралійських ібісів (Threskiornis spinicollis), королівських косарів (Platalea regia), строкатих бакланів (Microcarbo melanoleucos), австралійських змієшийок (Anhinga novaehollandiae), гребінчастих якан (Irediparra gallinacea), азійських ябіру (Ephippiorhynchus asiaticus) та австралійських журавлів (Antigone rubicunda).
Водно-болотні угіддя Топ-Енду підтримують надзвичайно великі популяції майже ендемічних тьмяних пацюків (Rattus colletti) — спеціалізованих напівводних гризунів, щільність яких може досягати 150 особин/га, тоді як щільність водяних пітонів (Liasis fuscus), головних хижаків, що полюють на них, може наближатися до 700 особин/км². Серед інших плазунів, поширених у водно-болотних угіддях регіону, слід відзначити австралійського прісноводного крокодила (Crocodylus johnsoni), гребінчастого крокодила (Crocodylus porosus), арафурську бородавчасту змію (Acrochordus arafurae) та північну змієшию черепаху (Chelodina rugosa), а серед риб — баррамунді (Lates calcarifer), що має велике промислове значення. Морські узбережжя регіону також мають важливе значення завдяки великій кількості та розміру колоній морських птахів та незайманих пляжів, на яких відкладають яйця рідкісні морські черепахи.

## Збереження
Більша частина природного рослинного покриву екорегіону залишається відносно незайманою, за винятком ділянок навколо Дарвіна, які були перетворені на сільськогосподарські угіддя, та районів, у яких ведеться видобуток корисних копалин. Основними загрозами для збереження природи регіону є зміни у режимі пожеж через заміну невеликих і частих пожеж, які навмисно розпалювалися аборигенами, на широкомасштабні стихійні пожежі, підвищення рівня моря внаслідок глобального потепління, а також поширення інтродукованих тварин, таких як свійські коти (Felis catus), дикі свині (Sus scrofa), здичавілі водяні буйволи (Bubalus bubalis) та велика рогата худоба (Bos taurus). Також в регіоні є менші та більш локалізовані популяції здичавілих бантенгів (Bos javanicus), кіз (Capra hircus) та індійських замбарів (Rusa unicolor). Інвазивні ропухи-ага (Rhinella marina) та хижі африканські великоголові мурахи (Pheidole megacephala) загрожують багатьом місцевим дрібним тваринам.
Багато декоративних та кормових видів рослин було інтродуковано до регіону. Деякі з них виявилися надзвичайно інвазивними та радикально змінили навколишнє середовище та екосистемні процеси. Серед таких рослин слід відзначити велетенську мімозу (Mimosa pigra), яка перетворила понад 10 000 км² заплавних луків на деревні монокультури та продовжує швидко захоплювати водно-болотні угіддя, дрібноцвітий мишій (Setaria parviflora) та бородачник гамба (Andropogon gayanus), які вторглися до відкритих евкаліптових рідколісь і призвели до значного посилення пожеж, а також буйволову сигнальну траву (Urochloa mutica), вест-індійську болотяну траву (Hymenachne amplexicaulis) та велетенську сальвінію (Salvinia molesta), які значно змінили водно-болотні угіддя.
Оцінка 2017 року показала, що 55 398 км², або 36 % екорегіону, є заповідними територіями. Природоохоронні території включають: Національний парк Какаду, Національний парк Нітмілук, Національний парк Гаріг-Гунак-Барлу, Національний парк Мері-Рівер та Національний парк Літчфілд. Також в межах екорегіону знаходиться багато великих аборигенних природоохоронних територій. У 1981 році Національний парк Какаду був внесений до списку Світової спадщини ЮНЕСКО.